# Allerslev Kirke (Vordingborg Kommune)
 For alternative betydninger, se Allerslev Kirke. (Se også artikler, som begynder med Allerslev Kirke)
Allerslev Kirke er en kirke midt i den lille by Allerslev syd for Præstø. Den ligger i Allerslev Sogn, Stege-Vordingborg Provsti (Roskilde Stift), Vordingborg Kommune.
- Prædikestol

## Begravede ved kirken
- Marie Grubbe - (1643-1718) adelsdame [2]
- Alfred Hage - (1843-1922) godsejer og landbrugsminister [3]
- Tom Hedegaard - (1942-1998) filminstruktør [4]